# أوريليو غونزاليز
أوريليو غونزاليز (بالإسبانية: Aurelio González) (25 سبتمبر 1905 في الباراغواي – 9 يوليو 1997) لاعب كرة قدم باراغواياني راحل كان يجيد اللعب في مركز المهاجم .
يعتبر غونزاليز أحد أفضل لاعبي كرة القدم الباراغوايانية ويأتي خلف أرسينيو إريكو . بدأ مسيرته الرياضية في نادي سبورتيفو لوكوينو ثم انتقل إلى نادي أوليمبيا أسونسيون حيث بقي فيه حتى اعتزاله اللعب واستطاع أن يساهم بشكل كبير في تتويجه ببطولة دوري الدرجة الممتازة 3 مرات متتالية من 1927 إلى 1929.
في بداية الثلاثينات رفض عرض رسمي بقيمة مالية كبيرة من نادي سان لورينزو الأرجنتيني من أجل الانضمام إلى جيش بلاده الذي كان يخوضا حربا ضد بوليفيا  كما شارك في بطولة كأس العالم لكرة القدم 1930 التي أقيمت في الأوروغواي.
بعد اعتزاله اللعب اتجه إلى مهنة التدريب وتولى تدريب نادي أوليمبيا أسونسيون حيث قاده إلى تحقيق بطولة دوري الدرجة الممتازة عدم مرات بالإضافة إلى احتلال المركز الثاني في بطولة كأس ليبرتادوريس سنة 1960 خلف نادي بينارول الأوروغواياني حيث خسر في مجموع مباراتي الذهاب والإياب 1-2 .

## روابط خارجية
- أوريليو غونزاليز على موقع الاتحاد الدولي (مؤرشف)  (الإنجليزية)
- أوريليو غونزاليز على موقع قاعدة بيانات كرة القدم.إي يو (الإنجليزية)
- أوريليو غونزاليز على موقع ناشيونال فوتبول تيمز (الإنجليزية)
- أوريليو غونزاليز على موقع عالم كرة القدم.نت (الإنجليزية)